# Aldealengua de Pedraza
Aldealengua de Pedraza es un municipio de España, en la provincia de Segovia, comunidad autónoma de Castilla y León. Tiene una superficie de 35,17 km², con una población de 81 habitantes (INE, 2022) y una densidad de 2,30 hab/km².
En el término municipal se encuentran las localidades de:
- Ceguilla (cabecera municipal)
- Galíndez
- Martincano
- Cotanillo

Existe el despoblado de Aldealengua, antigua capital del municipio.

## Geografía

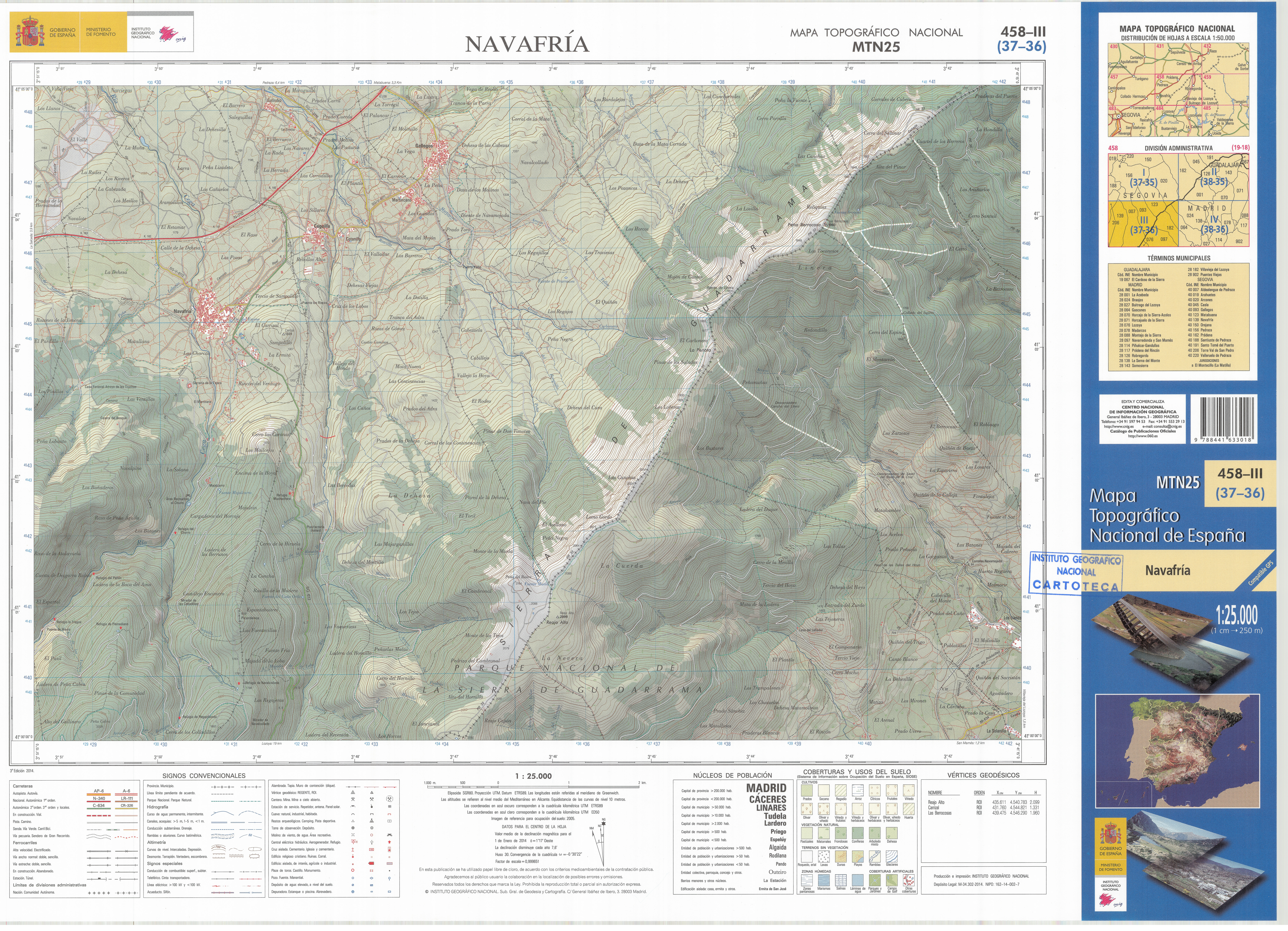
Fragmento de la hoja 458 del Mapa Topográfico Nacional de España de 2014 en el que se representa parte de Aldealengua de Pedraza

Integrado en la comarca de la Comunidad de Villa y Tierra de Pedraza, la capital municipal, Ceguilla, se sitúa a 37 kilómetros de Segovia. El término municipal está atravesado por la carretera nacional N-110 entre los pK 159 y 160, además de por la carretera provincial SG-612, que se dirige hacia Navafría y el Puerto de Navafría, y de una carretera local que comunica con Pedraza. 
El relieve está constituido por la ladera occidental de los Montes Carpetanos, pertenecientes a la Sierra de Guadarrama. Cuenta con numerosos arroyos procedentes de las elevadas cumbres que acaban desembocando en el río Ceguilla, afluente del río Cega. Los picos más destacables del municipio son Peña del Buitre (2104 metros), Reajo Alto (2100 metros), Reajo Capón (2092 metros), El Reventón (1922 metros) y Peña del Cuervo (2080 metros). La carretera  SG-612  cruza el puerto de Navafría (1774 metros) y pasa a la provincia de Madrid. La altitud oscila entre los 2104 metros (Peña del Buitre) y los 1100 metros a orillas del río Ceguilla. La localidad de Ceguilla se alza a 1183 metros sobre el nivel del mar. 
| Noroeste: Torre Val de San Pedro y Santiuste de Pedraza | Norte: Pedraza       | Noreste: Gallegos                          |
| Oeste: Navafría                                         |                      | Este: Gallegos                             |
| Suroeste: Navafría                                      | Sur: Lozoya (Madrid) | Sureste: Navarredonda y San Mamés (Madrid) |

## Geografía humana

### Demografía
Cuenta con una población de 79 habitantes (INE 2024).
| Gráfica de evolución demográfica de Aldealengua de Pedraza entre 1842 y 2021                                          |
| |
| Población de derecho según los censos de población del INE. Población de hecho según los censos de población del INE. |

## Administración y política
| Periodo   | Nombre                       | Partido       |
| --------- | ---------------------------- | ------------- |
| 1979-1983 | Eleuterio Álvaro Sanz        | UCD           |
| 1983-1987 | Gregorio Arcones Álvaro      | Independiente |
| 1987-1991 | Ángel Sanabria Montoro       | PSOE          |
| 1991-1995 | Eleuterio Álvaro Escribano   | PP            |
| 1995-1999 | Timoteo Arcones Álvaro       | PP            |
| 1999-2003 | Timoteo Arcones Álvaro       | PP            |
| 2003-2007 | Manuel Ballesteros Escribano | PSOE          |
| 2007-2011 | Manuel Ballesteros Escribano | PP            |
| 2011-2015 | Manuel Ballesteros Escribano | PP            |
| 2015-2019 | Manuel Ballesteros Escribano | PP            |
| 2019-2023 | Mónica López Henríquez       | PSOE          |
| 2023-act. | Mónica López Henríquez       | PSOE          |